# Epiusanella bimaculata
Epiusanella bimaculata är en insektsart som beskrevs av Synave 1959. Epiusanella bimaculata ingår i släktet Epiusanella och familjen vedstritar. Inga underarter finns listade i Catalogue of Life.